# Michaela Zillner
Michaela Zillner (* Dezember 1970) ist eine österreichische Tischtennisspielerin. Sie nahm an mindestens zwei Europa- und mindestens vier Weltmeisterschaften teil.

## Werdegang
Michaela Zillner spielte bei den österreichischen Vereinen Semperit Traiskirchen und SV Schwechat. Bei den nationalen Meisterschaften siegte sie 1995 im Mixed mit Karl Jindrak. Im Doppel wurde sie fünfmal Meisterin, nämlich 1987 mit Schell, 1993 mit Brigitte Gropper sowie 1994, 1995 und 1999 mit Karin Albustin. 1992 und 1994 stand sie im Endspiel des Einzels.
Michaela Zillner vertrat Österreich bei den Europameisterschaften 1996 und 2000 sowie bei den Weltmeisterschaften 1987, 1995, 2000 und 2001, kam dabei aber nie in die Nähe von Medaillenrängen.